# Procesja
Procesja ma dwa znaczenia:

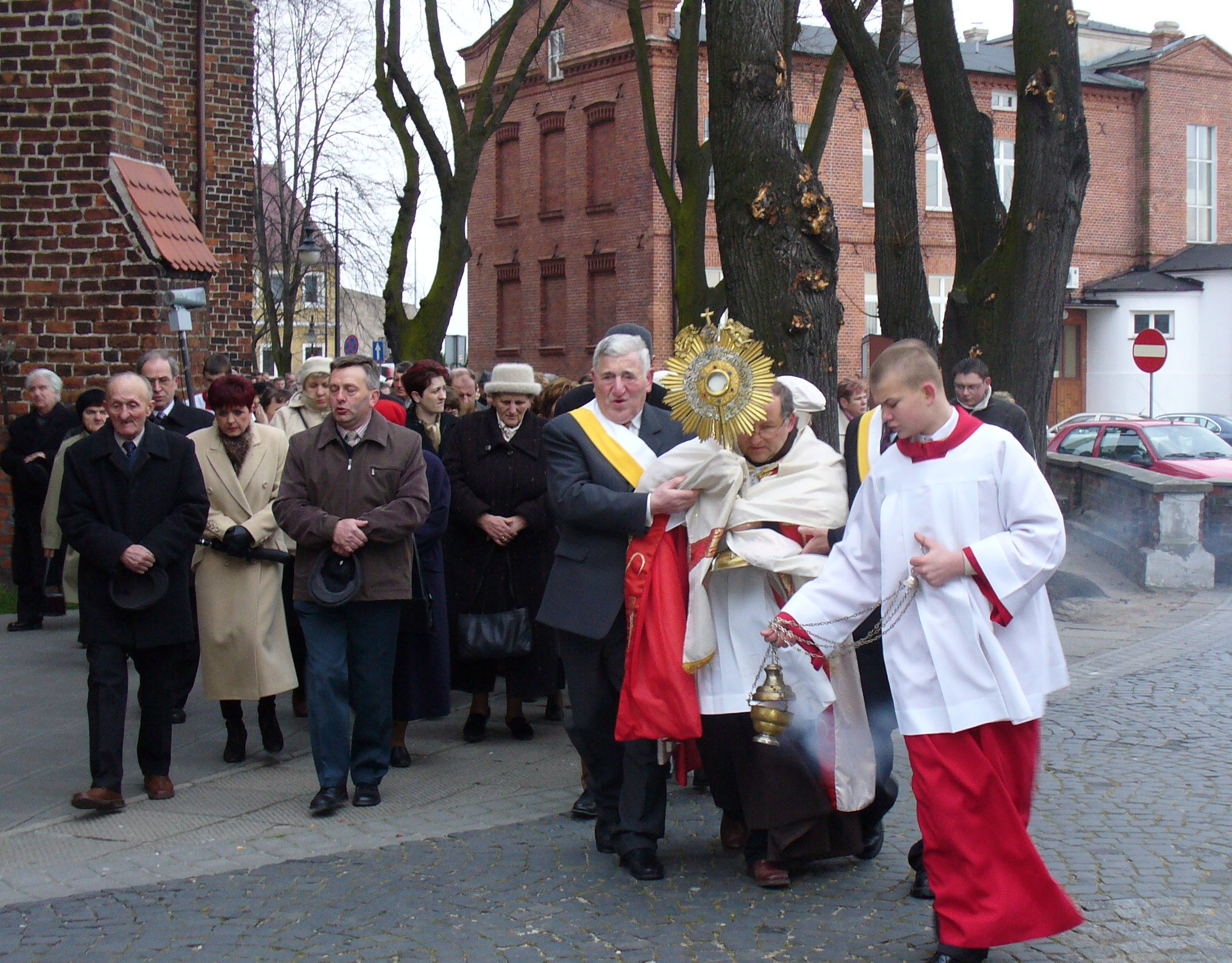
Procesja rezurekcyjna wokół kościoła Podwyższenia Krzyża Świętego w Kole

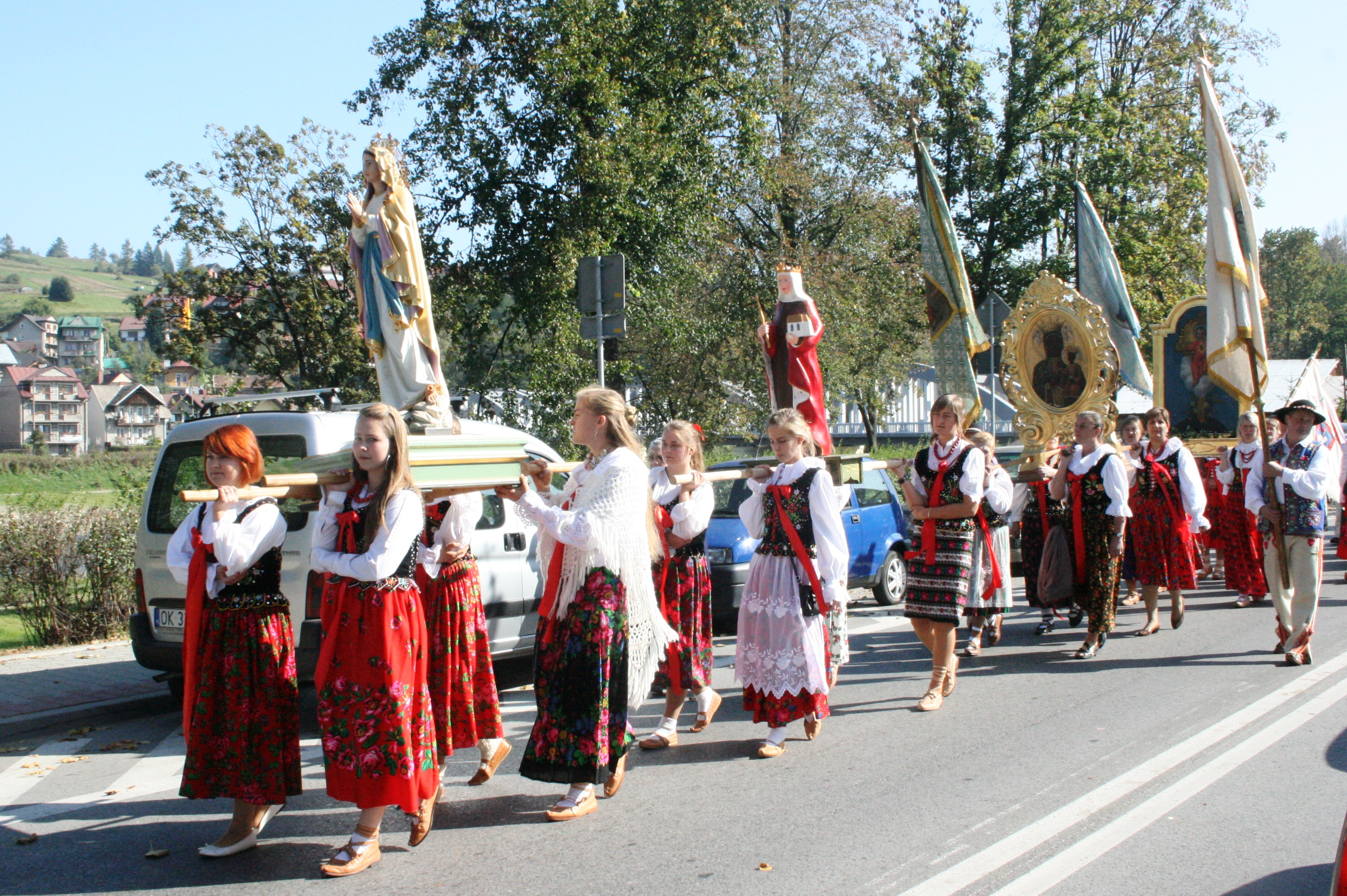
Fragment procesji w czasie odpustu parafialnego w Krościenku nad Dunajcem (2011)

- W religioznawstwie – forma kultu, popularna w wielu religiach, manifestująca się jako uroczysty pochód ze śpiewami, czasami też z tańcami i z noszeniem sakralnych przedmiotów. W religiach pierwotnych i antycznych przestrzeń zakreślana przez procesję definiowała granice kręgu magicznego. Specjalną, magiczną wartość miała liczba obejść magicznego kręgu (trzy, pięć, siedem itd.). W katolicyzmie najbardziej rozpowszechnioną jest procesja Bożego Ciała.Procesja Bożego Ciała w Krakowie (2018)

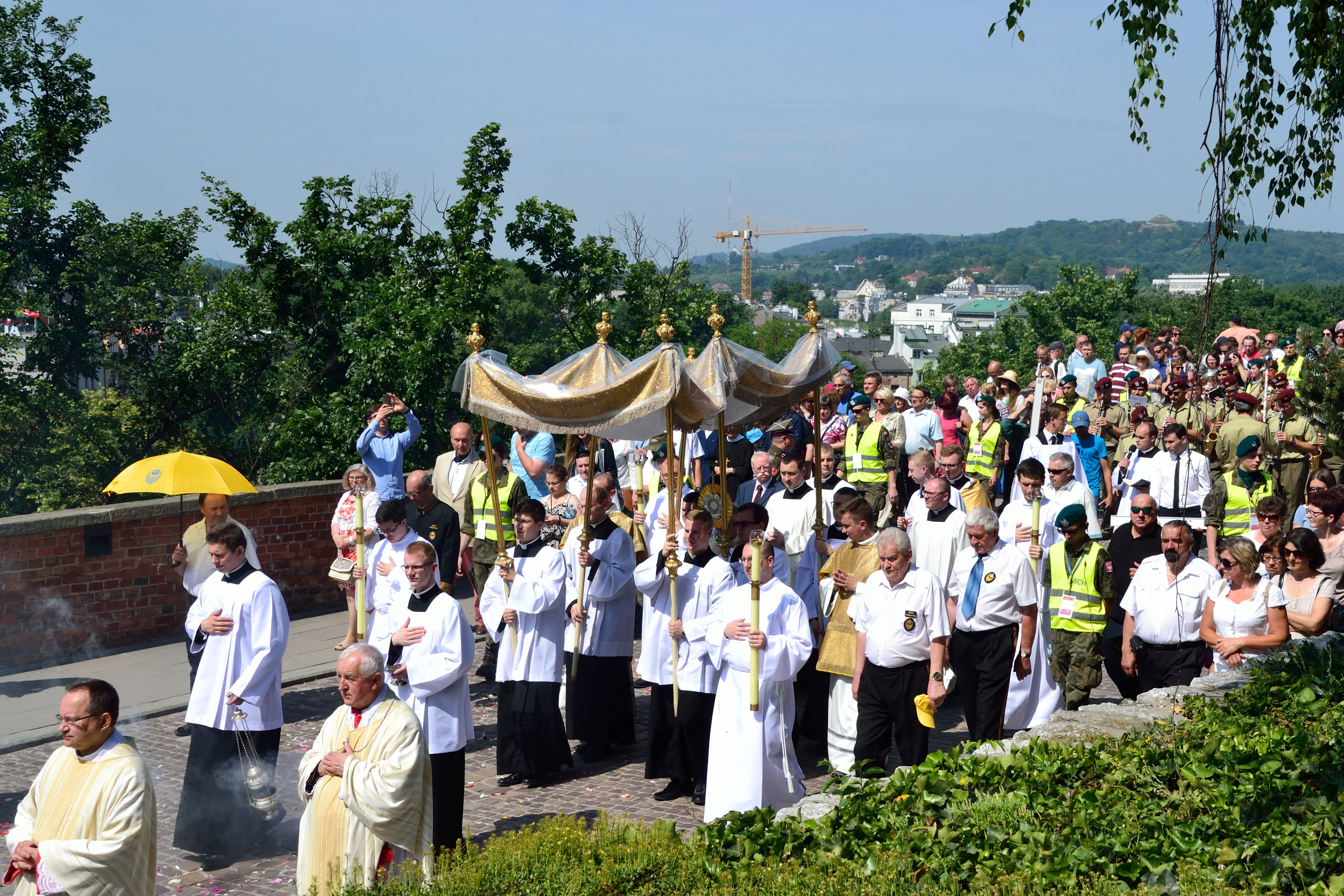
Procesja Bożego Ciała w Krakowie (2018)

- W mowie potocznej – długi szereg ludzi.